# 廴部
廴部，為漢字索引裡為部首之一，康熙字典214個部首中的第五十四個（三劃的則為第二十五個）。在傳統中文中，其被歸於三劃部首；而中文簡化字歸其為兩劃部首。廴部通常是從左下方為部字，且無其他部首可用者將部首歸為廴部。

## 部首單字解釋
長行。見說文。

## 字形

大篆
小篆

## 名稱
- 漢語：廴部　（拼音：yǐnbù　注音：ㄧㄣˇㄅㄨˋ）
- 日語：
- 朝鲜語：

## 字例
| 除部首外之筆劃 | 字例 -{    |
| -------------- | ---------- |
| 0              | 廴         |
| 3              | 廵㢟       |
| 4              | 廷         |
| 5              | 延廸廹㢠𢌞 |
| 6              | 建廻廼     |
| 7              | 廽𢌡𢌥 }-  |